# 王玉润
王玉润（1919年—1991年），男，上海人，中国中医儿科专家，曾任上海中医学院（今上海中医药大学）院长。